# Saison 2014 de l'équipe cycliste Vastgoedservice-Golden Palace

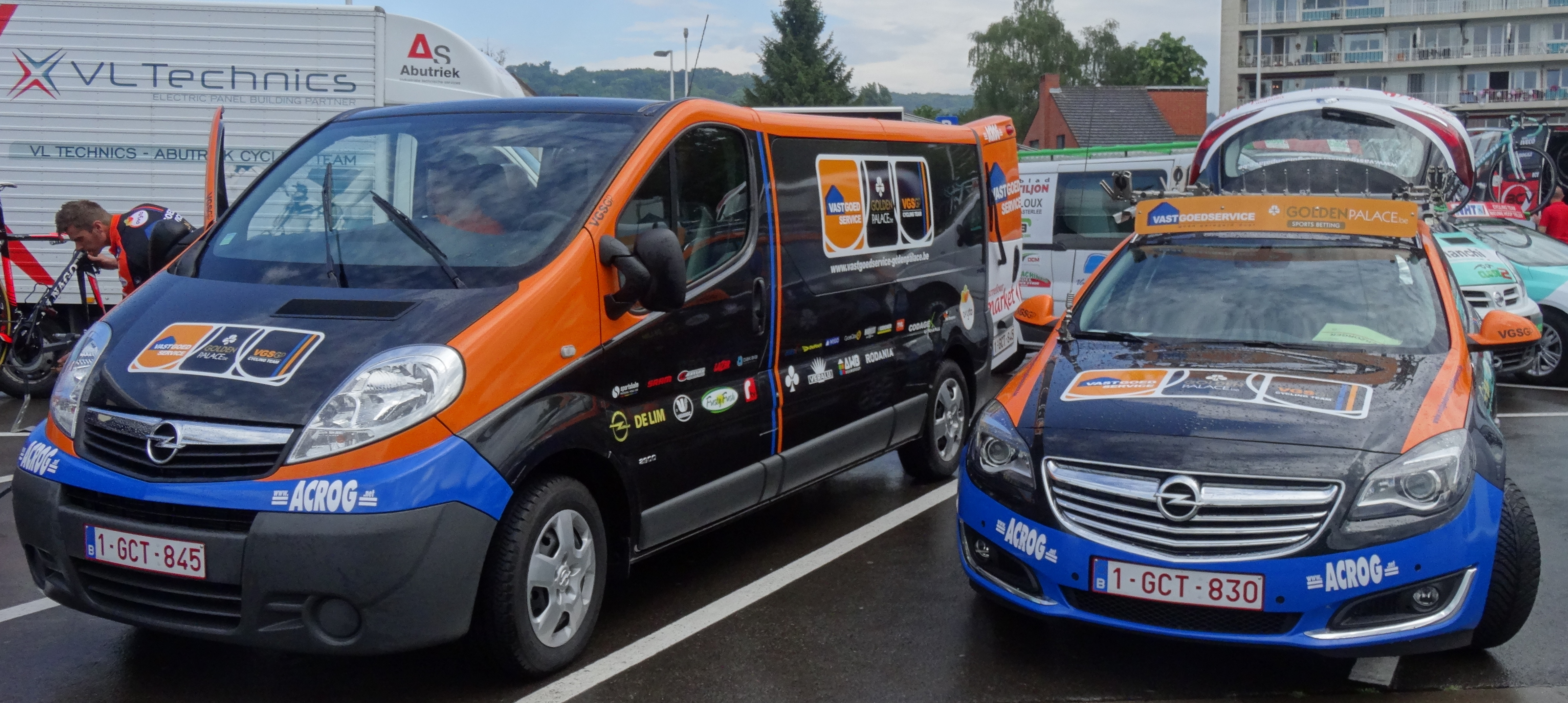
Deux véhicules de l'équipe lors du Mémorial Philippe Van Coningsloo 2014.

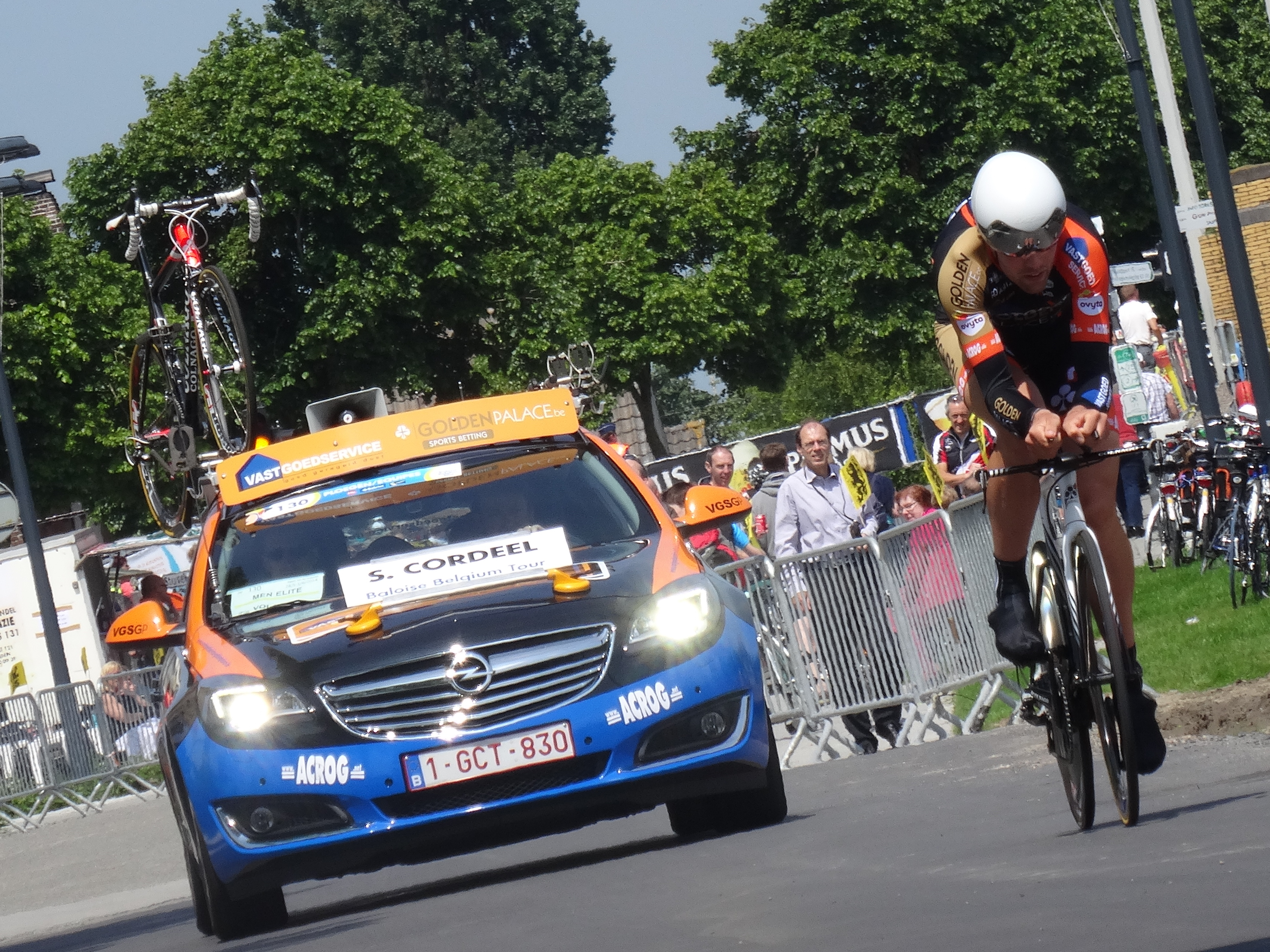
Sander Cordeel lors du contre-la-montre de la 3e étape du Tour de Belgique 2014 à Dixmude.

La saison 2014 de l'équipe cycliste Vastgoedservice-Golden Palace est la première de cette équipe.

## Préparation de la saison 2014

### Arrivées et départs
L'équipe étant nouvelle, tous les coureurs proviennent d'autres équipes.

## Coureurs et encadrement technique

### Effectif

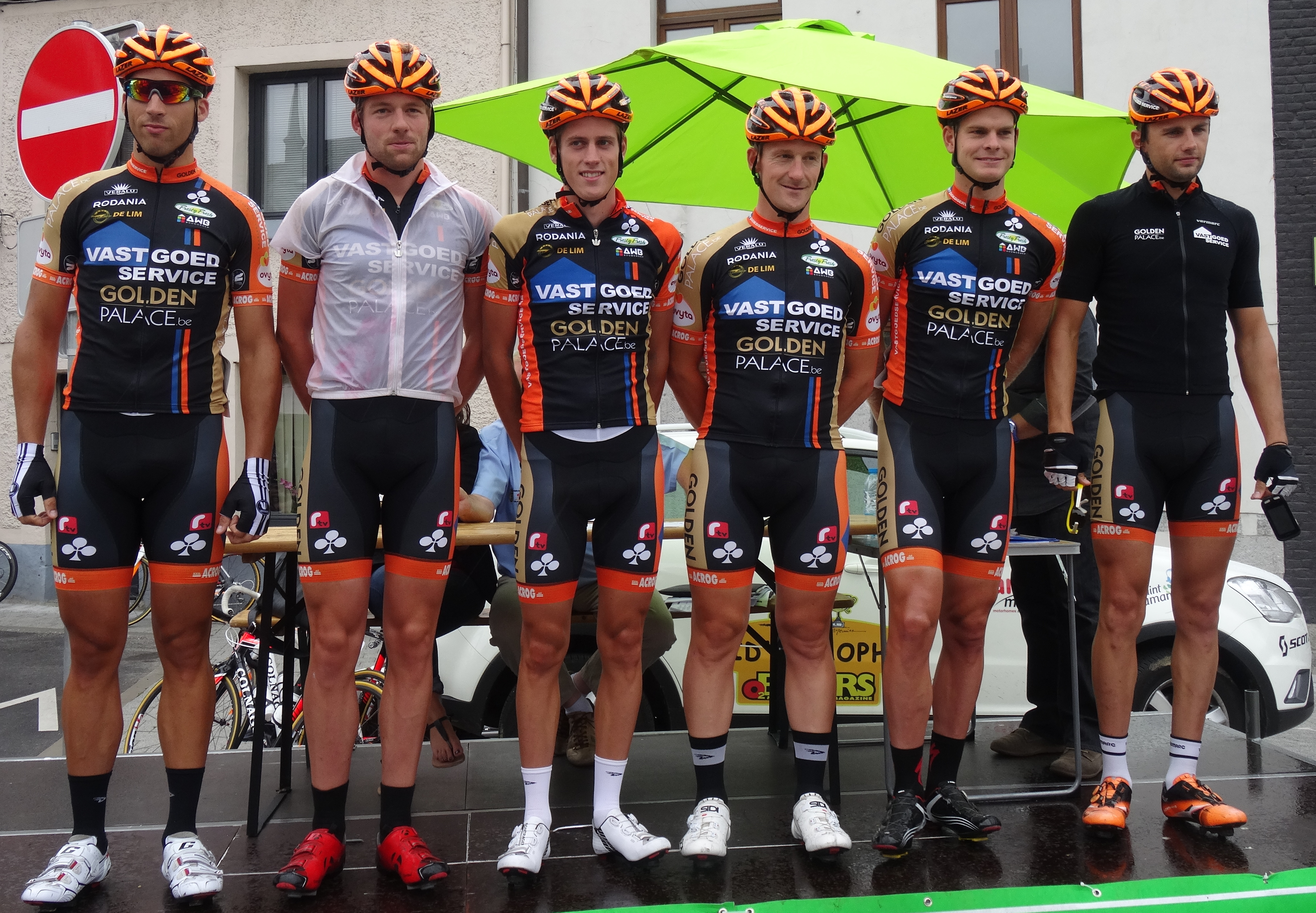
L'équipe lors de la 1re étape du Tour de la province de Namur 2014.

Dix-huit coureurs constituent l'effectif 2014 de l'équipe.

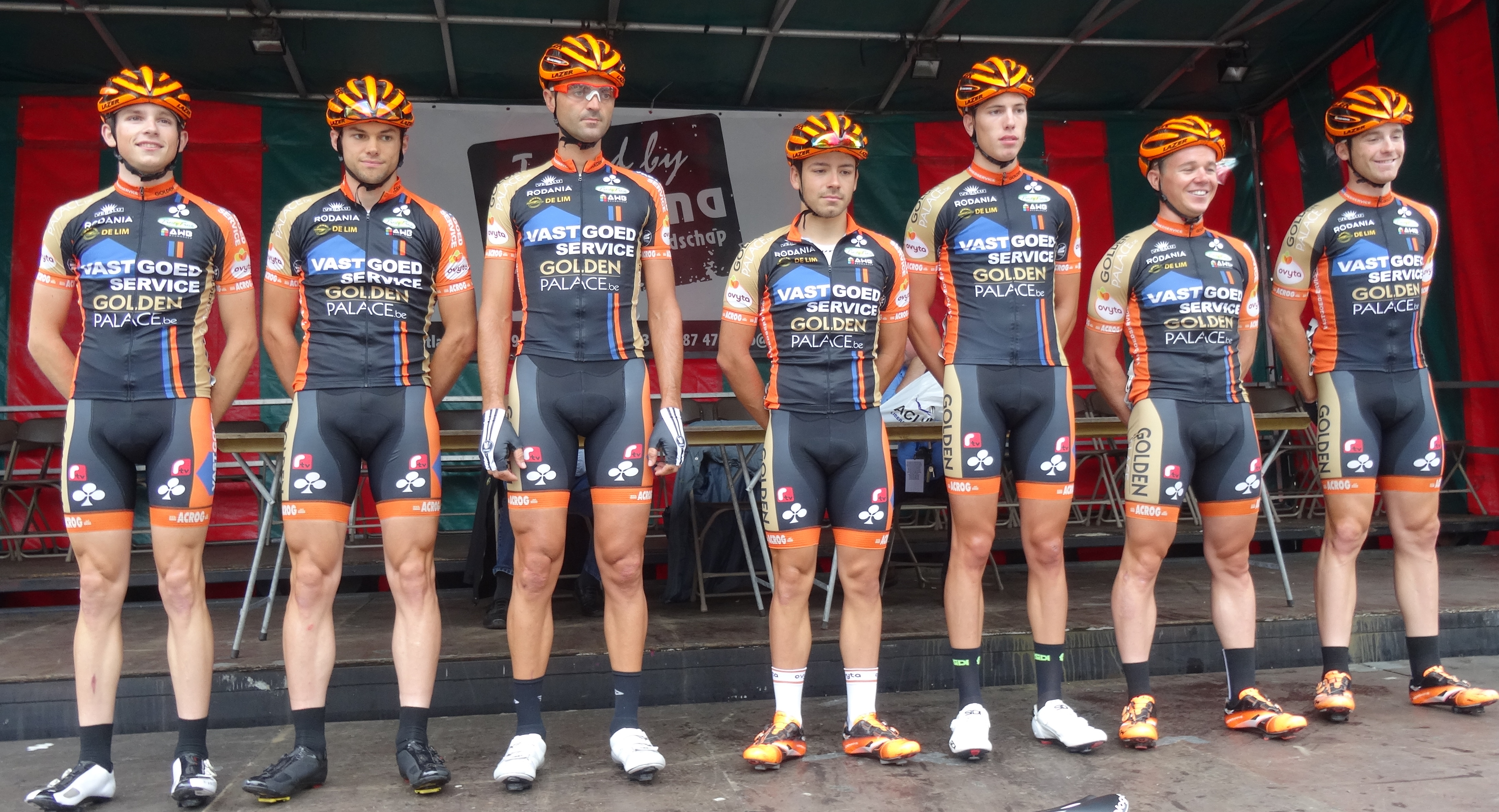
L'équipe lors de la Flèche du port d'Anvers 2014.

| Cycliste            | Date de naissance | Nationalité | Équipe 2013                 |
| ------------------- | ----------------- | ----------- | --------------------------- |
| Jens Adams          | 5 juin 1992       | Belgique    | BKCP-Powerplus              |
| Joeri Adams         | 15 octobre 1989   | Belgique    | Telenet-Fidea               |
| Alexander Cools     | 13 avril 1994     | Belgique    | Ovyta-Eijssen-Acrog         |
| Sander Cordeel      | 7 novembre 1987   | Belgique    | Lotto-Belisol               |
| Jan Denuwelaere     | 9 avril 1988      | Belgique    | Style & Concept             |
| Kurt Geysen         | 26 mai 1979       | Belgique    | Ovyta-Eijssen-Acrog         |
| Kevin Hulsmans      | 11 avril 1978     | Belgique    | Vini Fantini-Selle Italia   |
| Sam Lennertz        | 3 septembre 1990  | Belgique    | United                      |
| Kevin Peeters       | 5 février 1987    | Belgique    | Crelan-Euphony              |
| Rob Peeters         | 2 juillet 1985    | Belgique    | Telenet-Fidea               |
| Rob Ruijgh          | 12 novembre 1986  | Pays-Bas    | Vacansoleil-DCM             |
| Wout van Aert       | 15 septembre 1994 | Belgique    | Telenet-Fidea               |
| Titte Van Laer      | 30 juillet 1994   | Belgique    | Ovyta-Eijssen-Acrog         |
| Kevin Van Staeyen   | 10 novembre 1992  | Belgique    | Ovyta-Eijssen-Acrog         |
| Sven Vandousselaere | 29 août 1988      | Belgique    | Topsport Vlaanderen-Baloise |
| Alphonse Vermote    | 11 juillet 1990   | Belgique    | An Post-ChainReaction       |
| Nick Wynants        | 30 mai 1992       | Belgique    | Ovyta-Eijssen-Acrog         |

Portraits
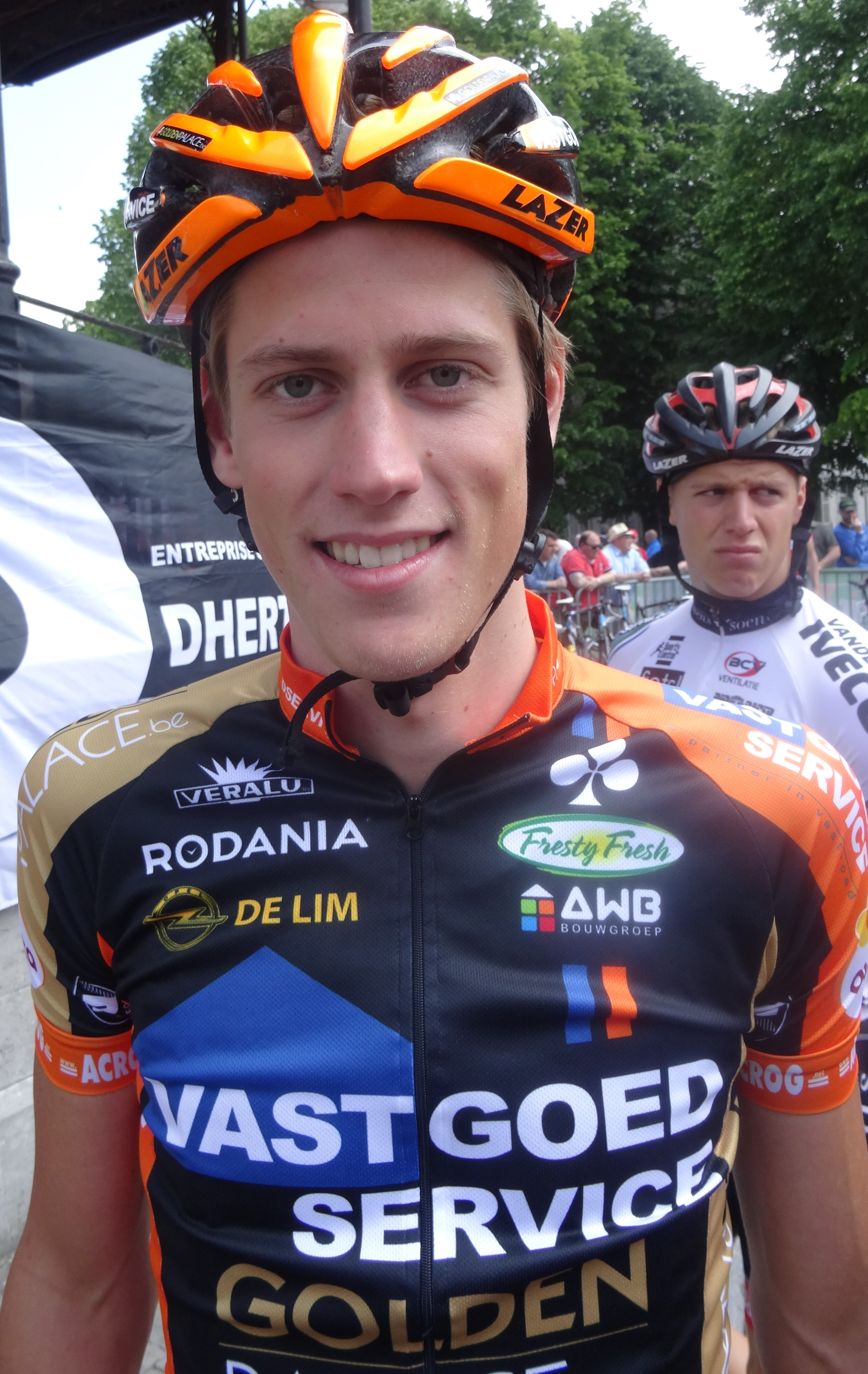
Jens Adams.
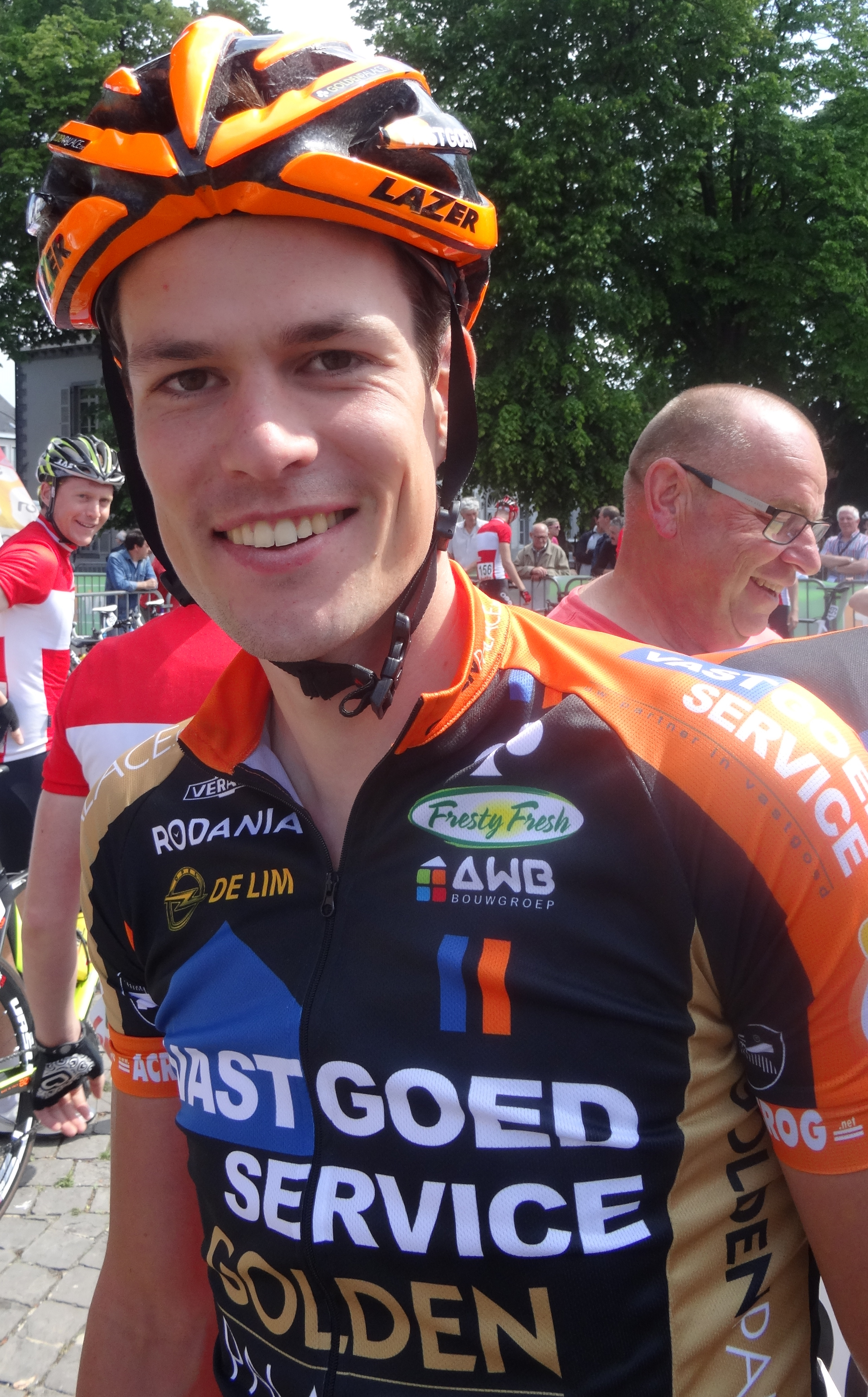
Joeri Adams.
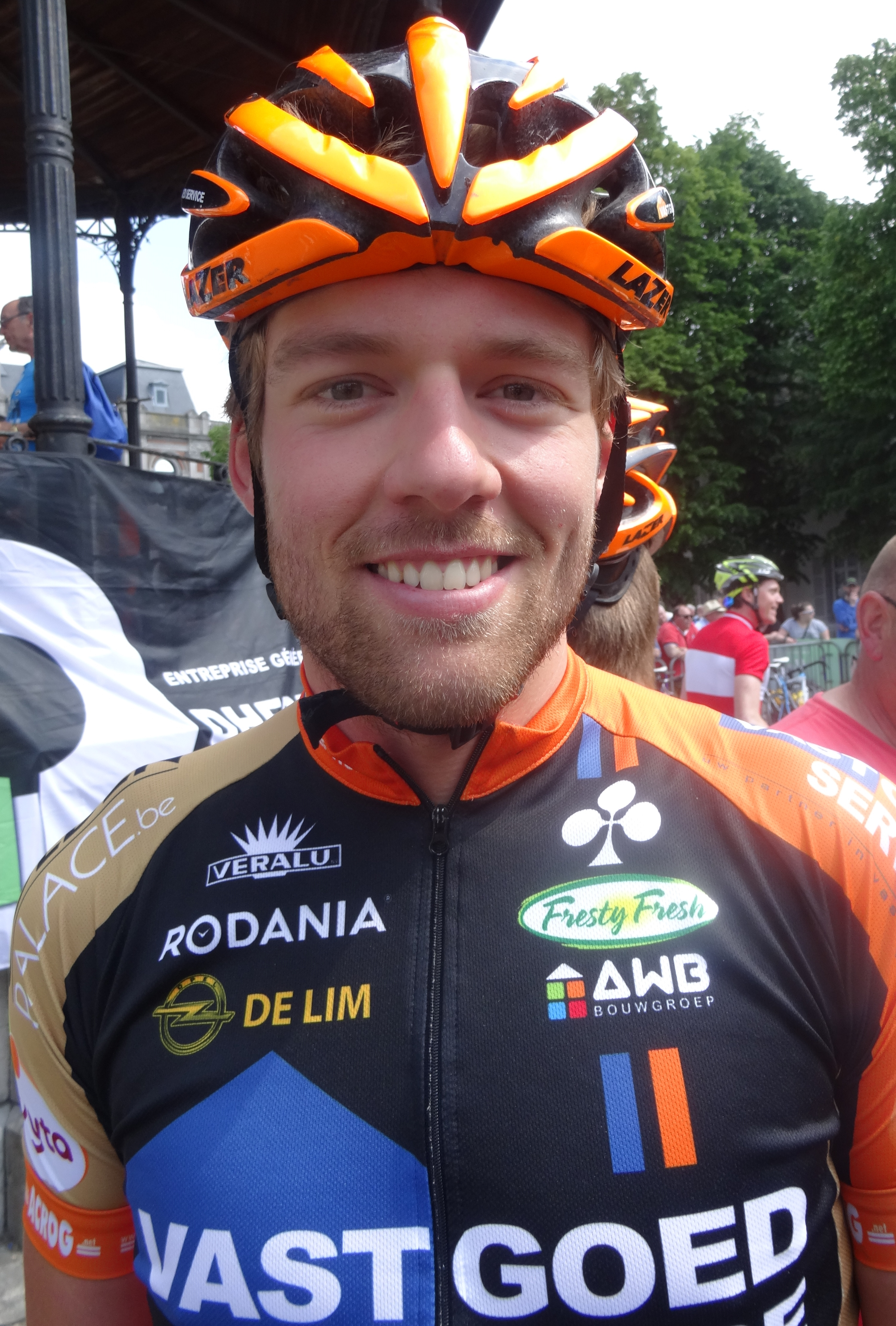
Sander Cordeel.
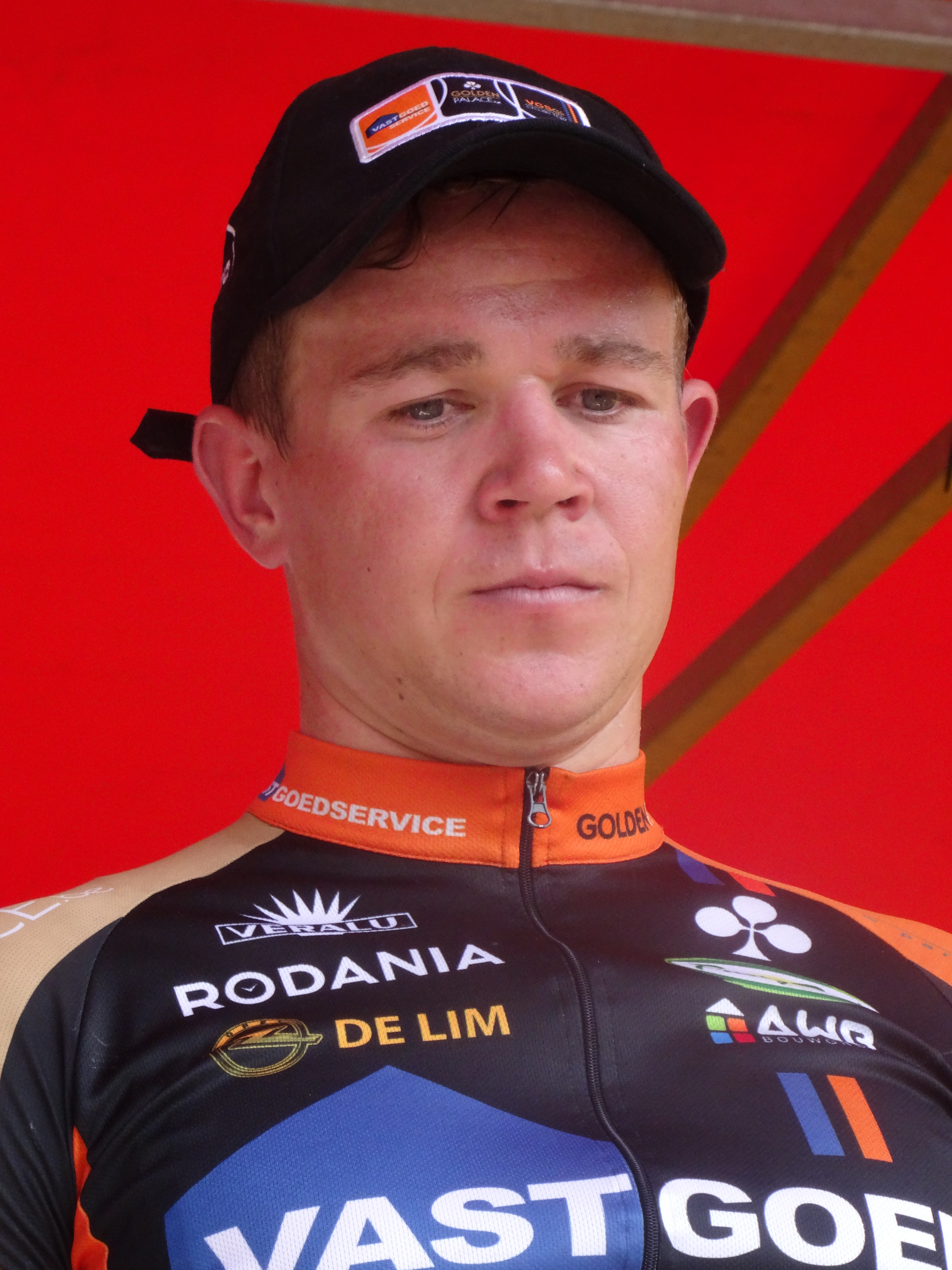
Kevin Peeters.
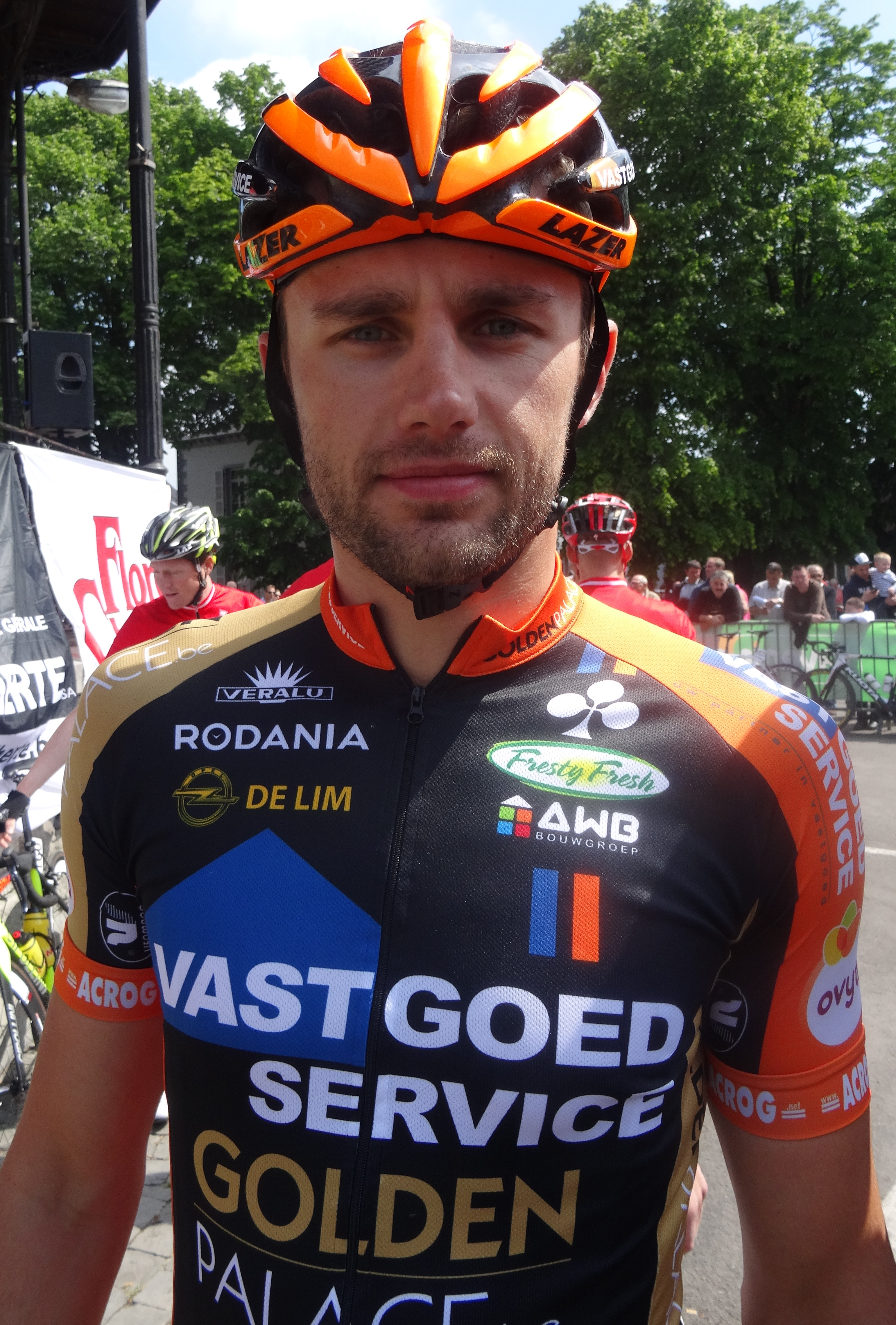
Rob Peeters.
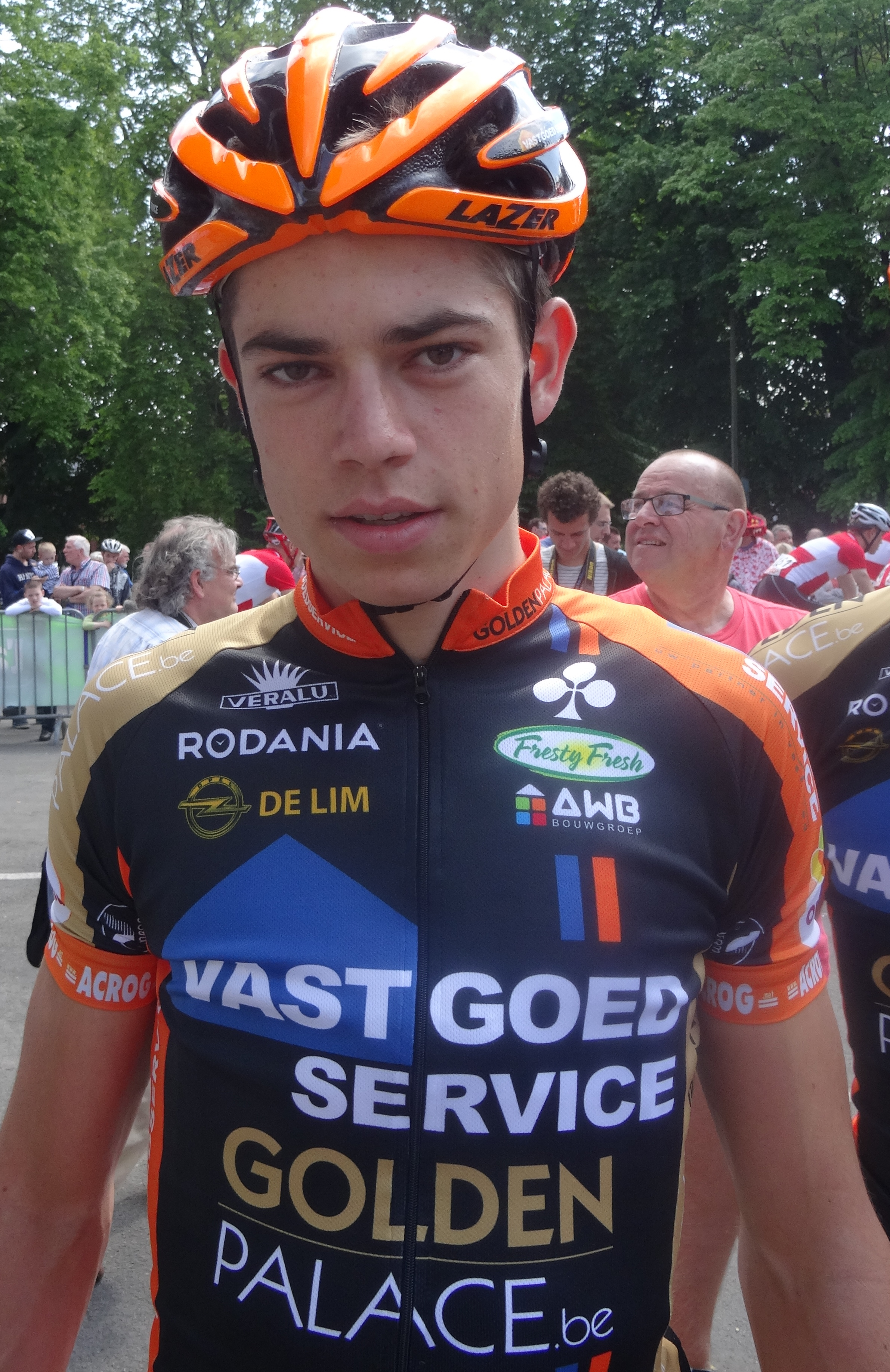
Wout van Aert.
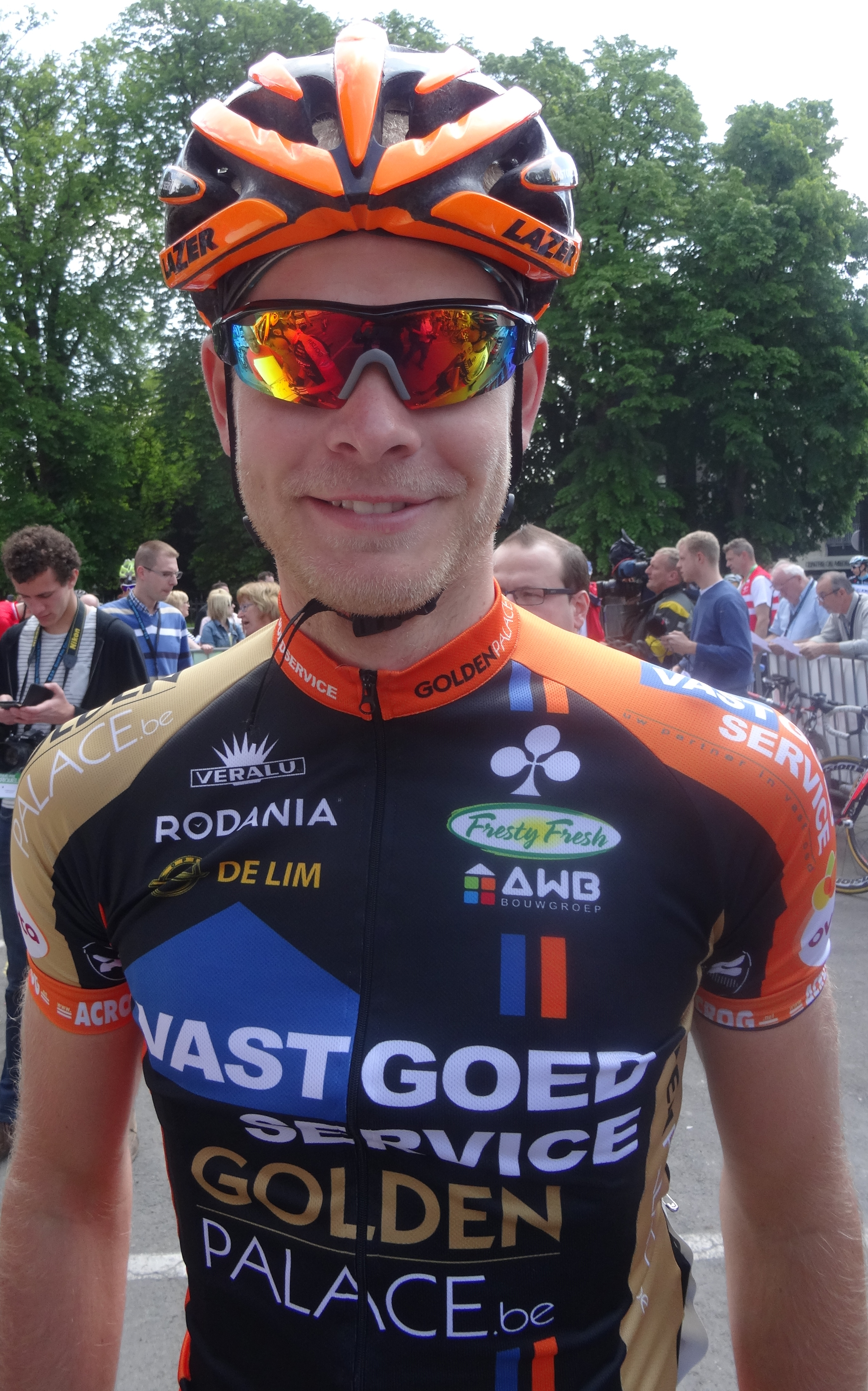
Alphonse Vermote.

## Bilan de la saison

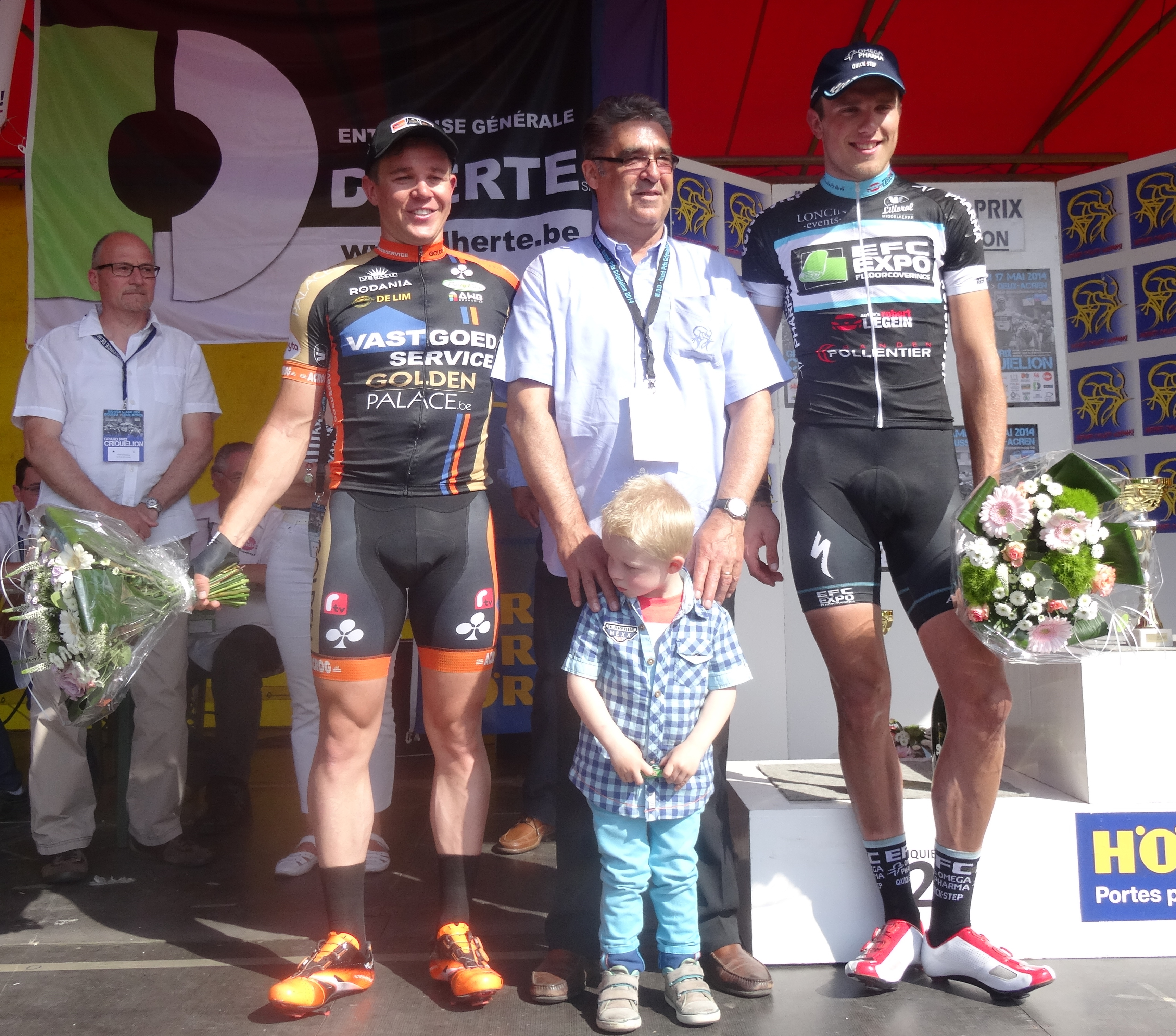
Podium de l'édition 2014 du Grand Prix Criquielion : Kevin Peeters (1er), l'organisateur Claude Criquielion et Bert Van Lerberghe (2e).

### Victoires

#### Sur route
L'équipe remporte deux victoires sur les circuits de l'UCI Europe Tour.
| Date       | Course                           | Pays     | Classe | Vainqueur     |
| ---------- | -------------------------------- | -------- | ------ | ------------- |
| 17/05/2014 | Grand Prix Criquielion           | Belgique | 1.2    | Kevin Peeters |
| 08/06/2014 | Mémorial Philippe Van Coningsloo | Belgique | 1.2    | Rob Ruijgh    |

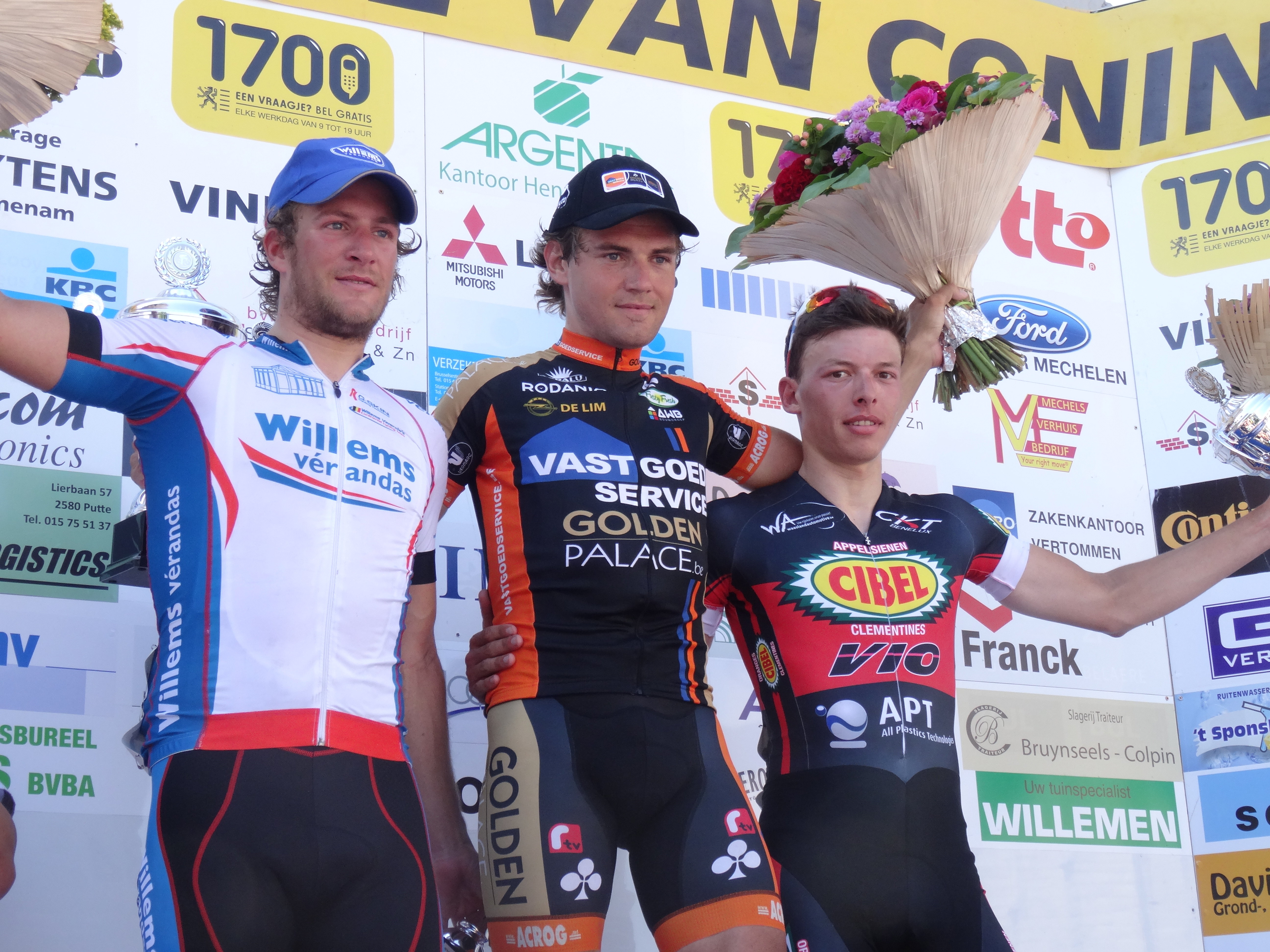
Podium de l'édition 2014 du Mémorial Philippe Van Coningsloo : Nicolas Vereecken (2e), Rob Ruijgh (1er) et Oliver Naesen (3e).

Par ailleurs, Sander Cordeel remporte le Tour de la province de Namur le 10 août.

#### En cyclo-cross
L'équipe obtient treize victoires en cyclo-cross.
| Date       | Course                                          | Pays     | Classe | Vainqueur     |
| ---------- | ----------------------------------------------- | -------- | ------ | ------------- |
| 12/01/2014 | Championnat de Belgique de cyclo-cross espoirs  | Belgique | CN     | Jens Adams    |
| 05/10/2014 | Superprestige espoirs #1, Gieten                | Pays-Bas | CU     | Wout van Aert |
| 01/11/2014 | Trophée Banque Bpost #2, Oudenaarde             | Belgique | C1     | Wout van Aert |
| 02/11/2014 | Superprestige espoirs #2, Zonhoven              | Belgique | CU     | Wout van Aert |
| 16/11/2014 | Superprestige espoirs #4, Gavere                | Belgique | CU     | Wout van Aert |
| 22/11/2014 | Coupe du monde de cyclo-cross #2, Coxyde        | Belgique | CDM    | Wout van Aert |
| 23/11/2014 | Superprestige espoirs #5, Francorchamps         | Belgique | CU     | Wout van Aert |
| 30/11/2014 | Trophée Banque Bpost #3, Hamme-Zogge            | Belgique | C1     | Wout van Aert |
| 14/12/2014 | Zilvermeercross, Mol                            | Belgique | C2     | Wout van Aert |
| 20/12/2014 | Trophée Banque Bpost #5, Essen                  | Belgique | C1     | Wout van Aert |
| 21/12/2014 | Coupe du monde de cyclo-cross espoirs #4, Namur | Belgique | CU     | Wout van Aert |
| 27/12/2014 | Versluys Cyclocross, Bredene                    | Belgique | C2     | Wout van Aert |
| 30/12/2014 | Trophée Banque Bpost #6, Loenhout               | Belgique | C1     | Wout van Aert |

### Classements UCI

#### UCI Asia Tour
L'équipe Vastgoedservice-Golden Palace termine à la 57e place de l'Asia Tour avec 39 points. Ce total est obtenu par l'addition des points des huit meilleurs coureurs de l'équipe au classement individuel, cependant seul un coureur est classé,.
| Rang | Coureur       | Points |
| ---- | ------------- | ------ |
| 102  | Kevin Peeters | 39     |

#### UCI Europe Tour
L'équipe Vastgoedservice-Golden Palace termine à la 71e place de l'Europe Tour avec 131 points. Ce total est obtenu par l'addition des points des huit meilleurs coureurs de l'équipe au classement individuel, cependant seuls quatre coureurs sont classés,.
| Rang | Coureur        | Points |
| ---- | -------------- | ------ |
| 233  | Kevin Peeters  | 58     |
| 248  | Rob Ruijgh     | 53     |
| 696  | Sander Cordeel | 12     |
| 836  | Wout van Aert  | 8      |